# 颜妮
颜妮（1987年3月2日—），辽宁沈阳人，前中國國家女子排球隊隊員及主力副攻，身高1米92，司職副攻位置。顏妮的攔網優勢突出，被譽為中國女排的「北長城」。2021年11月正式宣布退役。

## 運動生涯
顏妮在2009年第一次入选當時由蔡斌带领的国家队。其後在2012年再度入選，但都未能在國家隊企穩陣腳。2013年短暂入选郎平执教的国家队。2014年成為國家二隊成員，出戰當年的亞洲運動會及亞洲杯，二隊發揮出色，陣中的主力球員獲得提拔升上一隊的機會，顏妮是其中之一。
2015年，顏妮終於獲得代表國家隊出戰的機會，其狀態穩定，亦獲得教練組的肯定，逐漸成為主力球員之一，並以主力身分之一參加世界杯。
2016年7月18日，里约热内卢奥运会中国奥运代表团成立，颜妮名列出征名单并随队获得冠军。
2017年，由於國家隊給予部分老將調整休息的時間，颜妮未有入選2017中國女排第一期集訓大名單。其後在世界大冠軍盃再以主力副攻身份出戰。2018年全面回歸中國女排。
2018年世界女排錦標賽，是顏妮首次參加的世錦賽。她在比賽中表現出色，充分發揮出她在攔網方面的優勢，以及老將的作用，成為中國女排的主要城牆。在得分統計榜上，顏妮是整項賽事中攔網得分最多的球員，高居攔網榜第一位，最後榮獲「最佳副攻」的殊榮，並入選最佳陣容。
2019年女排世界杯上再次由于拦网出色而获得最佳副攻奖项，是連續第二年入選國際三大賽的最佳陣容。雖然顏妮現時不是進攻型球員，但其攔網往往成為比賽中勝負關鍵之一。

## 獎項

### 個人榮譽
- 2010-2011中国女子排球联赛：最佳副攻
- 2012-2013中国女子排球联赛：最佳副攻
- 2014年亞洲盃女子排球錦標賽：最有价值球员奖、最佳副攻
- 2015年亞洲女子排球錦標賽：最佳副攻
- 2015-2016中国女子排球联赛：最佳副攻
- 2018年世界女子排球錦標賽：最佳副攻
- 2019年女排世界杯：最佳副攻

### 俱樂部
- 中華人民共和國第十二屆運動會： - 銀牌（遼寧女排）

### 國家隊
- 2014年亞洲盃女子排球錦標賽： - 金牌
- 2014年亞洲運動會排球比賽： - 銀牌
- 2015年亞洲女子排球錦標賽： - 金牌
- 2015年世界女排大獎賽 - 第五名
- 2015年世界盃女子排球賽： - 金牌
- 2016年夏季奧林匹克運動會女子排球比賽： - 金牌
- 2017年女子世界大冠軍盃排球賽： - 金牌
- 2018年女排國家聯賽： - 銅牌
- 2018年亞洲運動會排球比賽： - 金牌
- 2018年世界女排锦标赛： - 銅牌
- 2019年世界盃女子排球賽： - 金牌